# 默里根

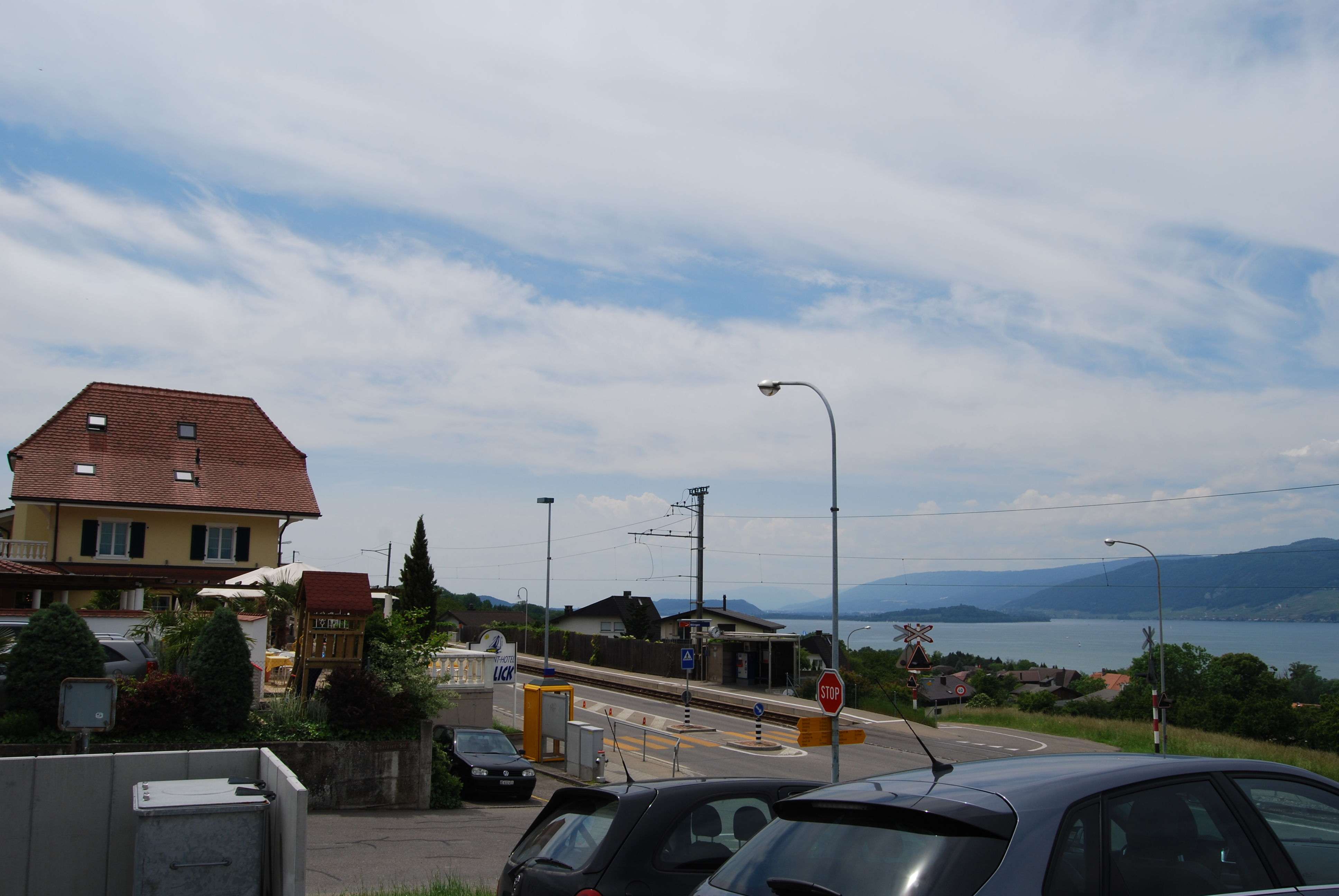

默里根是瑞士的城鎮，位於該國中西部，由伯恩州負責管轄，面積2.16平方公里，六成土地是農業用地，海拔高度480米，2011年人口886，人口密度每平方公里410人。